# Когтистая бурозубка
Когтистая бурозубка (лат. Sorex unguiculatus) — млекопитающее семейства землеройковых, обитающее в Китае, Японии, КНДР, Российской Федерации.
Взрослые бурозубки имеют вес менее 20 г и длину тела 54—97 мм, с длиной хвоста 40—53 мм.
Живёт в опавших листьях и слое гумуса. Луга и открытые поля особенно подходят для проживания и численность животных может достигать высокой плотности в этих местах.
Потребляет дождевых червей, насекомых, многоножек и улиток.
В южной части ареала размножение происходит с начала апреля до конца сентября, в Амурской области и Хабаровском крае только летом. Имеет до 3 помётов за сезон, 3—7 детенышей в каждом.
Нет серьезных угроз для этого распространенного вида. Встречается во многих природоохранных зонах.